# Bonfim (kommun i Brasilien, Minas Gerais)
Bonfim är en kommun i Brasilien.   Den ligger i delstaten Minas Gerais, i den sydöstra delen av landet, 600 km sydost om huvudstaden Brasília. Antalet invånare är 6 816.
Omgivningarna runt Bonfim är huvudsakligen savann. Runt Bonfim är det glesbefolkat, med 16 invånare per kvadratkilometer.